# 非可換環
数学、特に現代代数学と環論において、非可換環（ひかかんかん、英: noncommutative ring）とは乗法が可換ではない環である。つまり、a•b ≠ b•a なる R の元 a, b が存在する。非可換環論 (noncommutative algebra) は可換とは限らない環に適用できる結果の研究であるが、この分野の多くの重要な結果は特別な場合として可換環にも適用できる。

## 例
可換でない環の例をいくつか挙げる：
- 実数上の n 次全行列環、ただし n > 1。
- ハミルトンの四元数。
- 可換でない群と零環でない環から作られる任意の群環
- ワイル代数

## 歴史
幾何学から生じる可除環を始まりとして、非可換環の研究は現代代数学の主要な分野に成長している。非可換環の理論と解釈は数多くの著者たちによって19世紀と20世紀に拡張、洗練された。
そのような貢献をした人を何人か挙げる：E. Artin, Richard Brauer, P. M. Cohn,  W. R. Hamilton, I. N. Herstein, N. Jacobson, 森田紀一、E. Noether, Ø. Ore.

## 可換環論と非可換環論の違い
非可換環は可換環よりもはるかに広いクラスであるから、非可換環の構造や振る舞いは可換環ほど解明されていない。多くの成果は可換環の結果を非可換環に一般化することによって得られてきた。可換環と非可換環の主な違いは右イデアルと左イデアルを考える必要性である。非可換環の研究者にとってこれらのイデアルの一方にある条件を課しもう一方には課さないということはよくあることだが、可換環では左右の違いが存在しない。

## 非可換環の重要なクラス

### 可除環
可除環あるいは斜体とは、除法が可能な環である。つまり、0 でない任意の元 a が乗法逆元、すなわち a·x = x·a = 1 なる元 x を持つような、零環ではない環である。別の言い方をすれば、環が可除環であることと単元群が 0 でない元全体であることが同値である。
可除環が可換体と唯一異なるのは乗法が可換であると仮定されないということである。しかしながら、ウェダーバーンの小定理によって、すべての有限可除環は可換でありしたがって有限体である。歴史的には、英語では可除環は field と呼ばれることもあり、一方可換体は “commutative field” と呼ばれた。日本語では、現在でも体は可換体を指すことも可除環を指すこともある。

### 半単純環
（可換とは限らない）単位的環上の加群が半単純（あるいは完全可約）であるとは、単純（既約）部分加群の直和であるということである。
環が（左）半単純であるとは、自身の上の左加群として半単純であることをいう。驚くべきことに、左半単純環は右半単純環でもあり、逆もまた然り。それゆえ左右の区別は不要である。

### 半原始環
代数学において、半原始環、あるいはジャコブソン半単純環、あるいは J-半単純環とは、ジャコブソン根基が 0 であるような環のことである。これは半単純環よりも一般的なタイプの環であるが、単純加群はなお環についての十分な情報を与えてくれる。整数環のような環は半原始環であり、アルティン的半原始環はちょうど半単純環である。半原始環は原始環の部分直積 として理解することができ、それはジャコブソンの稠密定理によって述べられている。

### 単純環
単純環 (simple ring) とは、自身と零イデアルの他に両側イデアルを持たない、零環でない環である。単純環は必ず単純多元環 (simple algebra) と考えることができる。環としては単純だが加群としては単純でない環が存在する。例えば、可換体上の 2 次以上の全行列環は、（M(n, R) の任意のイデアルは、R のイデアル I に対して M(n, I) の形であるから）非自明なイデアルを持たないが、非自明な左イデアル（すなわちある固定された列が 0 である行列全体の集合）を持つ。
アルティン・ウェダーバーンの定理によって、左または右アルティンであるすべての単純環は、可除環上の行列環である。特に、実数体上有限次元のベクトル空間である単純環は、実数体、複素数体、四元数体のいずれかの上の行列環のみである。
任意の極大イデアルによる剰余環は単純環である。特に、体は単純環である。環 R が単純であることと逆転環 Ro が単純であることは同値である。
可除環上の行列環ではない単純環の例はワイル代数である。

## 重要な定理

### ウェダーバーンの小定理
ウェダーバーンの小定理はすべての有限域が可換体であることを述べるものである。言い換えると、有限環において、域、斜体、可換体の違いはない。
アルティン・ツォルンの定理はこの定理を交代環へと一般化する： すべての有限単純交代環は体である。

### アルティン・ウェダーバーンの定理
アルティン・ウェダーバーンの定理は半単純環と半単純多元環の分類定理である。定理が述べているのは、（アルティン的）半単純環 R はある整数 ni に対して可除環 Di 上の有限個の ni 次行列環の積に同型である。ni と Di は両方とも添え字 i の置換を除いて一意的に決定される。とくに、任意の単純左または右アルティン環は可除環 D 上の n 次行列環に同型で、n と D は両方とも一意的に決まる。
直接の系として、アルティン・ウェダーバーンの定理は可除環上有限次元のすべての単純環（単純多元環）は行列環であることを意味する。これはジョセフ・ウェダーバーンのもともとの結果である。エミール・アルティンは後にそれをアルティン環の場合に一般化した。

### ジャコブソンの稠密性定理
ジャコブソンの稠密性定理 (Jacobson density theorem) は環 R 上の単純加群に関する定理である。
定理を使って任意の原始環をベクトル空間の線型変換の環の「稠密な」部分環と見ることができる。この定理は1945年に最初に文献に現れた。Nathan Jacobson による有名な論文 "Structure Theory of Simple Rings Without Finiteness Assumptions" である。この定理は単純アルティン環の構造についてのアルティン・ウェダーバーンの定理の結論のある種の一般化と見ることができる。
よりフォーマルに、定理は以下のように述べることができる：
ジャコブソンの稠密性定理。 U を単純右 R-加群とし、D = End(UR) とし, X ⊂ U を D-線型独立な有限集合とする。A が U 上の D-線型変換であれば、ある r ∈ R が存在して、すべての x ∈ X に対して、A(x) = x • r となる。

### 中山の補題
補題は非可換単位的環 R 上の右加群に対しても成り立つ。結果の定理は ジャコブソン・東屋の定理 (Jacobson–Azumaya theorem) と呼ばれることもある。
J(R) を R のジャコブソン根基とする。U が環 R 上の右加群で I が R の右イデアルであれば、U·I を u·i の形の元のすべての（有限）和の集合、ただし · は単純に R の U 上の作用、と定義する。U·I は U の部分加群である。
V が U の極大部分加群であれば、U/V は単純加群である。なので U·J(R) は J(R) の定義と U/V が単純であるという事実によって V の部分集合である。したがって、U が少なくとも1つの（真の）極大部分加群を含めば、U·J(R) は U の真の部分加群である。しかしながら、これは R 上の任意の加群 U に対しては成り立つとは限らない、というのも U が極大部分加群を含まないこともあるからだ。もちろん、U がネーター加群であれば、これは成り立つ。R がネーター環であり U が有限生成であれば、U は R 上のネーター加群であり、結論が成り立つ。注目すべきなのはより弱い仮定、すなわち U が R-加群として有限生成（R についての有限性の仮定はない）で結論を保証するのに十分であるということである。本質的にこれが中山の補題のステートメントである。
正確に言えば、
中山の補題： U を環 R 上の有限生成右加群とする。U が 0 でなければ、U·J(R) は U の真の部分加群である。

### 非可換の局所化
環の局所化は、環に乗法逆元を機械的に添加する方法である。すなわち、環 R とその部分集合 S が与えられたとき、環 R′と R から R′への環準同型を構成して、S の準同型像が R′における単元（可逆元）のみからなるようにする。さらに、R′が「可能な限りで最良な」あるいは「最も一般な」ものとなるようにするということを考える（こういった状況はふつうは普遍性によって表されるべきものである）。環 R の部分集合 S による局所化は S−1R で表され、あるいは S が素イデアル {\displaystyle {\mathfrak {p}}} の補集合であるときには {\displaystyle R_{\mathfrak {p}}} で表される。S−1R のことを RS と表すこともあるが、通常混乱の恐れはない。
非可換環の局所化はより難しく、単元を持つことが見込まれる集合 S の中にも局所化が存在しない場合がある。局所化の存在を保証する条件の一つにオアの条件 がある。
非可換環が局所化を持つ場合で、明らかに興味の対象となるのが、微分作用素の環の場合である。局所化によって、例えば、微分作用素 D の形式逆元 D−1 を解釈することができる微分方程式に対する D−1 の解釈はいろいろなやり方が様々な文脈で行われるが、局所化の方法による解釈は超局所解析 (microlocal analysis) と呼ばれる、いくつかの分野にわたる大きな数学的理論を形成している。接頭辞 micro- は特にフーリエ理論とも関連がある。

### 森田同値
森田同値とは、環論的な多くの性質を保つ環の間の関係のことを言う。これは1958年に同値関係と双対性に関する記号を定義した森田紀一にちなんで名付けられた。
（結合的で単位元を持つ）環 R, S が（森田）同値であるとは、（左）R 加群の成す圏 R-Mod と（左）S 加群の成す圏 S-Mod との間に圏同値があることを言う。左加群の成す圏 R-Mod と S-Mod とが森田同値である必要十分条件は、右加群の成す圏 Mod-R と Mod-S とが森田同値であることを示すことができる。さらに圏同値を与えるどんな R-Mod から S-Mod への関手も自動的に加法的であることを示すことができる。

### ブラウアー群
可換体 K のブラウアー群は、アーベル群であって、その元は K 上有限ランクの中心的単純多元環の森田同値類であり、加法は多元環のテンソル積によって誘導されるものである。ブラウアー群は可換体上の可除多元環を分類しようとする試みから生じたものであり、代数学者 Richard Brauer にちなんで名づけられている。群はガロワコホモロジーのことばによって定義することもできる。より一般に、スキームのブラウアー群は東屋多元環のことばによって定義される。

### オーア条件
オーア条件は、分数体やより一般に環の局所化の構成を可換環でない場合にも拡張すると言う疑問に関連して、Øystein Ore によって導入された条件である。環 R の積閉集合 S に対する右オーア条件は、a ∈ R と s ∈ S に対して、共通部分 aS ∩ sR ≠ ∅ というものである。右オーア条件を満たす域を右オーア域と呼ぶ。左の場合も同様に定義される。

### ゴールディーの定理
数学において、ゴールディーの定理 (Goldie's theorem) は、1950年代に Alfred Goldie によって証明された、環論における基本的な構造的結果である。今では右ゴールディー環と呼ばれている環 R は、自身の上の右加群としてユニフォーム次元が有限（＝"有限ランク"）で、R の部分集合の右零化イデアルについて昇鎖条件を満たすものである。
ゴールディーの定理が述べているのは、半素右ゴールディー環はちょうど半単純アルティン右古典的商環 (classical ring of quotients) を持つ環であるということである。そしてこの商環の構造はアルティン・ウェダーバーンの定理によって完全に決定される。
とくに、ゴールディーの定理は半素右ネーター環に適用できる、なぜならば定義によって右ネーター環はすべての右イデアルについて昇鎖条件が成り立つからである。これは右ネーター環が右ゴールディーであることを保証するのに十分である。逆は成り立たない： 全ての右オール域は右ゴールディー域であり、したがってすべての（可換）整域は右ゴールディー域である。
ゴールディーの定理の結果の 1 つは、これもまたゴールディーによるものだが、すべての半素主右イデアル環は素主右イデアル環の有限個の直和に同型であるというものである。すべての素主右イデアル環は右オール域上の行列環に同型である。

## 関連文献
- Isaacs, I. Martin (1993). Algebra, a graduate course (1st ed.). Brooks/Cole Publishing Company. ISBN 0-534-19002-2
- Herstein, I. N. (1968). Noncommutative rings (1st ed.). The Mathematical Association of America. ISBN 0-88385-015-X
- 谷崎俊之：「非可換環」、岩波書店、ISBN 4-00-005875-4 (2006年7月7日)。